# ジョージ・アレグザンダー・マクファーレン
サー・ジョージ・アレグザンダー・マクファーレン（Sir George Alexander Macfarren 1813年3月2日 - 1887年10月31日）は、イギリスの作曲家、音楽学者。

## 生涯

### 全般
ジョージ・アレグザンダー・マクファーレンは1813年3月2日にロンドンで生まれた。父親は舞踏教師、劇作家、ジャーナリストのジョージ・マクファーレン（George Macfarren）で、母親はエリザベス・マクファーレン（Elizabeth Macfarren, 旧姓 Jackson）であった。7歳の時、父が舞踏教師をしていたイーリングのニコラス博士が経営していた学校に送られた。ここでの数多くの同窓生にはジョン・ヘンリー・ニューマンやトマス・ヘンリー・ハクスリーがいる。虚弱体質で視力の弱かったマクファーレンは、拡大印刷版の聖書を渡されており、他の書物を読む際は非常に度の強い眼鏡を使わねばならなかった。彼は目の治療を行うために、1823年に学校を退学した。治療の甲斐もむなしく、マクファーレンの視力は衰え続けていき、1860年には完全に視力を失ってしまった。しかしながら、視力を失ったにもかかわらず彼の創作には大きな影響は生じなかった。彼は作曲活動において、盲目となったことで生じる不都合を代筆者を雇うことで克服したのである。代筆者の中には作曲家のオリヴェリア・プレスコットがいる。
1844年9月27日、マクファーレンはリューベック生まれのクラリーナ・タリア・アンドレ（Clarina Thalia Andrae）と結婚した。彼女はオペラのコントラルト、ピアニストであり、その後ナタリア・マクファーレン（Natalia -）（1827年 - 1916年）として知られるようになる。彼女は王立音楽アカデミーで研鑽を積んだのち、歌手、歌唱指導者または作家としても成功し、翻訳家としては多くのドイツ語の詩や歌曲、オペラの台本を英語に翻訳した。彼女はまた、ピアノ曲を作曲もした。ジョージの弟のウォルター（1826年 - 1905年）はピアニスト、作曲家、王立音楽アカデミーの教授であった。他の兄弟のジョンの妻であるエマ・マリア・マクファーレンもピアニストそして作曲家として活躍した。
マクファーレンは「慢性的な気管支炎と弱い心臓に苦しみ」ながらも、仕事の予定を減らすことは拒否した。彼はハンプステッド墓地に眠っている。

### 音楽的キャリア
マクファーレンは14歳でチャールズ・ルーカスの下、音楽を学び始めた。1829年には、彼は16歳で王立音楽アカデミーに入学し、チプリアーニ・ポッターに作曲を、ウィリアム・ヘンリー・ホームズ（William Henry Holmes）にピアノを、ジョン・スミシーズ（John Smithies）にトロンボーンを師事した。しかしながら、視力の衰えにより演奏が難しくなっていったため、マクファーレンは間もなく作曲のみに専念することになる。アカデミーでの初年度、彼は最初の作品である「交響曲ヘ短調」を生み出している。
1834年から1836年にかけて、マクファーレンは王立音楽アカデミーで教授職に就かずに講義を行っていたが、1837年には教授に任命された。1847年に彼がアルフレッド・デイ（Alfred Day）の新しい和声法の理論への支持を表明すると、これが彼と他のアカデミー教員の間で論争に発展し、彼は退官することになる。この時に彼の視力は著しく低下し、18か月間ニューヨークに滞在して先進的な眼科医の治療を受けたが、症状が改善することはなかった。マクファーレンは1851年に再びアカデミーの教授に任用される。これは教員がデイの理論に愛着を抱くようになったからではなく、自由な思考を促進しようという決定がなされたためであった。彼は1876年にベネットの後任として、アカデミーの学長となった。また1875年には、ケンブリッジ大学の音楽科教授に就任しているが、これもまたベネットの跡を継いだ形であった。
マクファーレンはヘンデルの作品の収集版を作成すべく、ヘンデル協会を立ち上げている。（1843年 - 1858年）
彼の理論書には、ベートーヴェンのミサ・ソレムニスの分析と対位法の教科書がある（1881年）。
1843年10月26日には、彼の序曲「追いかけっこ "Chevy Chace"」がメンデルスゾーンの指揮の下、ライプツィヒ・ゲヴァントハウス管弦楽団によって演奏された。メンデルスゾーンはロンドンでこの曲の演奏を耳にし、マクファーレンに「非常に気に入りました。」と書き送ったのだった。ライプツィヒでの演奏会後、メンデルスゾーンは再びこう書き送っている。「あなたの序曲は非常にうまくいきました。聴衆は誰もが心の底から楽しんでいました。オーケストラは本当に喜びに溢れ、熱意を持って演奏しましたよ。」リヒャルト・ワーグナーもこの曲の独特の、荒々しい情熱的な性格を称賛した（彼はこれを日記帳にマクファーレンの「尖塔追跡 Steeple Chase」と記している）また、ワーグナーは序曲の作曲者に関して「気取り屋で、陰気なスコットランド人」であると書き残している。
この序曲「追いかけっこ」と2つの交響曲（第4番と第7番）には、クイーンズランド交響楽団、ヴェルナー・アンドレアス・アルベルト指揮による録音がある。第4交響曲は1834年に英国音楽家協会によって演奏されたヘ短調交響曲である可能性もある。マクファーレンのオペラ作品には、1849年に女王劇場で上演された「チャールズ2世 King Charles II」や1860年の「ロビンフッド Robin Hood」の改作がある。
彼はオラトリオによっていくらか人気を博し、批評家からの好評を得た。それらの中で最も長期にわたって成功を収めたのは、1873年にブリストル音楽祭で初演された「洗礼者聖ヨハネ St John the Baptist」である。「復活 The Resurrection」が1876年、「ヨセフ Joseph」が1877年、「ダビデ王 King David」が1883年にそれぞれ初演されている。
軽音楽作品では、1856年に作曲されたコンサーティーナとフォルテピアノのための「ロマンスと舟歌」がある。

## 評価
生前、マクファーレンの音楽に対する評価は様々であった。「彼の視点は独断的で反動的と捉えられているが、グローヴとは違って彼の論理・分析能は確かなものである。」彼の同時代人にはマクファーレンを評して「本質的に音楽の文法家であり、人生を全て費やして前接語の理論構築を行った。」とする者もいる。教養豊かな人ほど彼の作品の独自性と風流さを高く称賛する。同時代の評論家によると、マクファーレンは「非常に独自性の高い発想をする人物であった。また、もし彼が早期にうけた作曲教育が、後年彼がもっぱら愛着を示したようなより現代的なやり方で行われていたとしたら、おそらく彼はずっと大きな成功収めていただろう。」「洗礼者聖ヨハネ」におけるサロメの踊りは、好色さを排したという点で評価されている。「シーン全体は非常に巧妙に作られており、マクファーレンはオラトリオに似つかわしくないと言われかねないような、踊りの音楽でのあらゆる不適切な表現を避けている。」しかしながら、このオラトリオを批判する者もいた。彼らの主張によれば「あらゆる主たる実質的な価値の観点から、マクファーレンのある和声理論の論理的帰結として原典の形式を採用すべきだったと言える。」20世紀の初頭までに、マクファーレンの作品は演奏されなくなってしまった。名誉音楽家組合はその原因がマクファーレンの側にあるとしている。「彼は熱心に作曲することなく、書物を書いてばかりいた。また、彼は自国の芸術のために熱意を持って励むということがなかった。さらに、天は彼に才能を与えはしたが、天才にはしなかったのである。」
現代の評論家は一般的に、マクファーレンを管弦楽法の保守派の中でも「最も著名な代表格」と見ている。彼の「アヤックス Ajax」は「もし大人しい曲であれば一級の作品だった」と言われてきている。この曲でのトランペットの用法についてはこう述べられている。「彼は非和声音、特に変二音に関して進歩的な使用法を導入しているにもかかわらず、因習的である。彼は和声音以外の音は極力使わず、トランペットを高音部符表より上に置くことをほとんどしなかった。」マクファーレンの音楽は「優しい抒情性をたたえている（が）、歌曲において陳腐さになるのを回避しようとしたことが、ときおり新鮮味というよりぎこちなさを感じさせるような、予期せぬ刺々しい流れになってしまっている。」しかしながら、マクファーレンの「洗礼者聖ヨハネ」は「1846年の「エリヤ」の発表以後、メンデルスゾーンだけが有名となってたまたまその陰に隠れてしまってはいるが、独創的で想像力に富む作品」であると称賛されている。

## 作品選集

### 管弦楽曲
- 1828 - Symphony No.1 in C (fp. Royal Academy of Music, London, September 1830)
- 1831 - Symphony No.2 in D minor (fp. Royal Academy of Music, London, December 1831)
- 1832 - Symphony No.3 in E minor
- 1832 - Overture in E flat (fp. Royal Academy of Music, London, 26 June 1833)
- 1833 - Symphony No.4 in F minor (fp. Society of British Musicians, London, 27 October 1834)
- 1833 - Symphony No.5 in A minor
- 1834 - The Merchant of Venice, overture (fp. Society of British Musicians, London, October 1835)
- 1835 - Piano Concerto in C minor (fp. Society of British Musicians, London, 2 November 1835)
- 1836 - Symphony No.6 in B flat
- 1836 - Romeo and Juliet, overture
- 1836 - Concertino in A, for cello and orchestra
- 1836 - Chevy Chace, overture (fp. Society of British Musicians, London, 7 January 1838)
- 1839-40 - Symphony No.7 in C sharp minor (fp. Philharmonic Society, London, 9 June 1845)
- 1842 - Don Carlos, overture
- 1845 - Symphony No.8 in D
- 1856 - Hamlet, overture (fp. New Philharmonic Society, London, 23 April 1856)
- 1863 - Flute Concerto in G (fp. Hanover Square Rooms, London, 24 February 1864)
- 1873 - Violin Concerto in G minor (fp. Philharmonic Society, London, 12 May 1873)
- 1874 - Symphony No.9 in E minor (fp. British Orchestral Society, London, 26 March 1874)
- 1874 - Festival Overture (fp. Liverpool Festival, 1874)
- 1875 - Idyll in Memory of Sterndale Bennett (fp. Philharmonic Society, London, 5 July 1875)

### 声楽曲
- 1853 - Lenora, cantata (fp. Exeter Hall, London, 25 April 1853)
- 1856 - May Day, cantata (fp. Bradford Festival, 28 August 1856)
- 1860 - Christmas, cantata (fp. Musical Society of London, 9 May 1860)
- 1868 - Songs in a Cornfield, cantata (fp. London, 1868)
- 1872 - Outward Bound, cantata (fp. Norwich Festival, 1872)
- 1873 - St John the Baptist, oratorio (fp. Bristol Festival, 23 October 1873)
- 1876 - The Resurrection, oratorio (fp. Birmingham Festival, 30 August 1876)
- 1876 - The Lady of the Lake, cantata (fp. Glasgow Choral Union, 15 November 1877)
- 1877 - Joseph, oratorio (fp. Leeds Festival, 21 September 1877)
- 1883 - King David, oratorio (fp. Leeds Festival, 12 October 1883)
- 1884 - St George's Te Deum (fp. Crystal Palace, London, 23 April 1884)
- 1887 - Around the Hearth, cantata (fp. Royal Academy of Music, London, 1887)

### オペラ
- 1831 - Mrs G, farce (fp. Queen's Theatre, London, 1831)
- 1832 - Genevieve; or,The Maid of Switzerland, operetta (fp. Queen's Theatre, London, 1832)
- 1833 - The Prince of Modena, opera [unperformed]
- 1834 - Caractacus, opera [unperformed]
- 1835 - Old Oak Tree, farce (fp. Lyceum Theatre, London)
- 1835 - I and My Double, farce (fp. Lyceum Theatre, London, 16 June 1835)
- 1836 - If the Cap Fit Ye, Wear It, farce
- 1836 - Innocent Sins; or, Peccadilloes, operetta (fp. Coburg Theatre, London, August 1836)
- 1837-38 - El Malhechor, opera [unperformed]
- 1838 - The Devil's Opera, opera (fp. Lyceum Theatre, London, 13 August 1838)
- 1839 - Love Among the Roses, romance
- 1839 - Agnes Bernauer, the Maid of Augsburg, romance (fp. Covent Garden Theatre, London, 20 April 1839)
- 1840 - An Emblematic Tribute on the Queen's Marriage, masque (fp. Drury Lane Theatre, London, 10 February 1840)
- 1840-41 - An Adventure of Don Quixote, opera (fp. Drury Lane Theatre, London, 3 February 1846)
- 1847-48 - King Charles II, opera (fp. Princess's Theatre, London, 27 October 1849)
- c.1850 - Allan of Aberfeldy, opera [unperformed]
- 1850 - The Sleeper Awakened, serenata (fp. Her Majesty's Theatre, London, 15 November 1850)
- 1860 - Robin Hood, opera (fp. Her Majesty's Theatre, London, 11 October 1860)
- 1863 - Freya's Gift, allegorical masque (fp. Covent Garden Theatre, London, 10 March 1863)
- 1863 - Jessie Lea, opera di camera (fp. Gallery of Illustration, London, 2 November 1863)
- 1863-64 - She Stoops to Conquer, opera (fp. Covent Garden Theatre, London, 11 February 1864)
- 1864 - The Soldier's Legacy, opera di camera (fp. Gallery of Illustration, London, 10 July 1864)
- 1864 - Helvellyn, opera (fp. Covent Garden Theatre, London, 3 November 1864)
- 1880 - Kenilworth, opera [unperformed]

### 付随音楽
- 1882 - Ajax (fp. Cambridge University, November 1882)